# Graham Nash
Graham William Nash (* 2. února 1942 Blackpool, Anglie) je britský zpěvák, kytarista a skladatel. V roce 1962 spoluzaložil skupinu The Hollies, která se stala jednou z nejúspěšnějších skupin té doby a ve které působil jako kytarista a vokalista. Z kapely odešel kvůli tvůrčím neshodám v roce 1968. Ještě téhož roku se na návštěvě USA seznámil s Davidem Crosbym a Stephenem Stillsem, se kterými brzy nato založil skupinu Crosby, Stills and Nash (o rok později přišel do kapely Neil Young, čímž definitivně vznikla superskupina Crosby, Stills, Nash & Young), ve které působí s přestávkami až do současnosti. Rovněž vydal několik sólových alb.
V roce 2005 spolupracoval s norskou skupinou A-ha, o rok později zpíval společně s Davidem Crosbym vokály na titulní skladbě alba On an Island Davida Gilmoura. Spolupráci s Gilmourem si duo zopakovalo i na jeho dalším albu Rattle That Lock (2015).
Nashovým velkým koníčkem je fotografování a sbírání fotografií.

## Sólová diskografie
- Songs for Beginners (1971)
- Wild Tales (1974)
- Earth & Sky (1980)
- Innocent Eyes (1986)
- Songs for Survivors (2002)
- Reflections (2009)
- This Path Tonight (2016)
- Now (2023)